# Världsmästerskapen i skidskytte 2010
Världsmästerskapen i skidskytte 2010 ägde rum den 28 mars 2010 i Chanty-Mansijsk, Ryssland. Världsmästerskapet bestod av endast en tävling, nämligen av mixedstafetten över 2 x 6 + 2 x 7,5 km. Tidigare samma år ägde olympiska vinterspelen rum i Vancouver där övriga grenar avgjordes. Tävlingen var en del av den totala världscupen 2009/2010.

## Resultat
| Placering | Namn                                                                      | Nation    | Tid       | Straffrundor + extraskott     |
| --------- | ------------------------------------------------------------------------- | --------- | --------- | ----------------------------- |
| 1         | Simone Hauswald Magdalena Neuner Simon Schempp Arnd Peiffer               | Tyskland  | 1:18.17,4 | 02 + 01 01 + 00 + 00 2 + 00   |
| 2         | Ann Kristin Flatland Tora Berger Emil Hegle Svendsen Ole Einar Bjørndalen | Norge     | +1.24,0   | 0 + 01 01 + 02 0 + 00 1 + 01  |
| 3         | Helena Jonsson Anna-Carin Olofsson Björn Ferry Carl-Johan Bergman         | Sverige   | +1.30,8   | 02 + 03 03 + 00 1 + 01 0 + 01 |
| 4         | Jana Romanova Olga Zajtseva Maksim Tjudov Ivan Tjerezov                   | Ryssland  | +1.42,1   | 0 + 01 0 + 13 03 + 02 0 + 00  |
| 5         | Marie Laure Brunet Sandrine Bailly Simon Fourcade Martin Fourcade         | Frankrike | +2.08,2   | 02 + 00 3 + 01 0 + 01 01 + 01 |
| 6         | Oksana Chvostenko Vita Semerenko Serhij Sednev Andrij Deryzemlja          | Ukraina   | +2.24,3   | 0 + 00 2 + 02 0 + 02 01 + 03  |